# Янис Пицулас
Йоанис (Янис) Пицулас (на гръцки: Ιωάννης, Γιάννης Πίτσουλας) е гръцки революционер, деец на Гръцката въоръжена пропаганда в Македония от началото на XX век.

## Биография
Яни Пицулас е роден в Навпакт, Гърция в 1881 г. През септември 1904 година е изпратен от гръцкото консулство в Солун, за да преподава гръцки в Гумендже. Всъщност става военен инструктор на гръцките чети в Ениджевардарско и помощник на Ангелакис Сакеларидис. Пленен е в местността Роат между Боймица и Горгопик от подвойводата Андон Иванов Терзиев в отсъствието на Апостол Петков от района. В Янис Пицулас са намерени ценни за българската организация книжа на гръцката въоръжена пропаганда. Пицулас е обесен на дърво пред Гумендже.
Преводачът на гръцкото консулство в Солун Теодорос Аскитис изпраща хора, които прибират тялото на Пицулас и му устройват голямо погребение в Солун. В Гумендже днес има улица на негово име и паметник.